# مشتاق زنده ماندن
مشتاق زنده ماندن (ایتالیایی: Febbre di vivere و در انگلیسی: Eager to Live) یک فیلم درام به کارگردانی کلودیو گورا و محصول سینمای ایتالیا است که در سال ۱۹۵۳ میلادی منتشر شد. در سال ۲۰۰۸ میلادی، فیلم برای ورود به فهرست ۱۰۰ فیلم به‌یادماندنی سینمای ایتالیا انتخاب شد.

## بازیگران
- ماسیمو سراتو
- ویتوریو کاپریولی
- مارینا برتی
- آنا-ماریا فررو
- مارچلو ماسترویانی
- پائولا موری
- نیتا دوور
- کارلو ماتسارلا